# Jeetendra

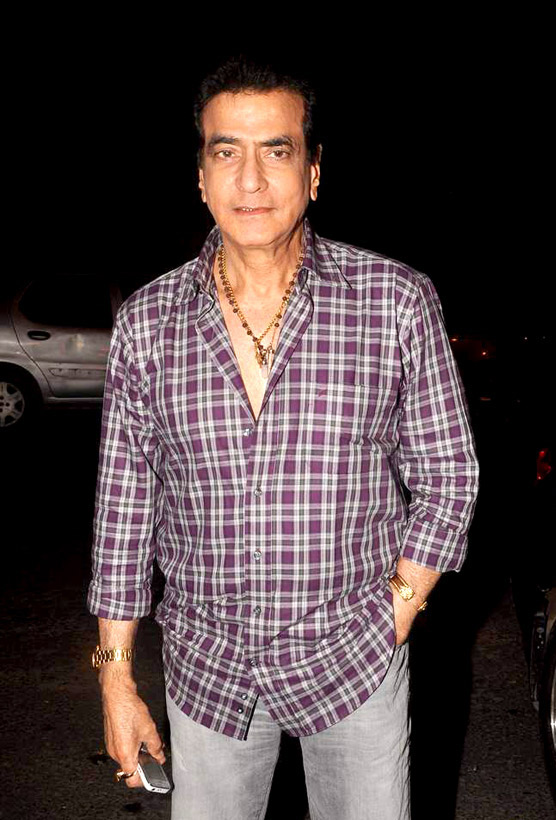
Jeetendra (2012)

Jeetendra (Hindi जितेन्द्र; * 7. April 1942 in Mumbai; bürgerlicher Name: Ravi Kapoor) ist ein indischer Filmschauspieler und Filmproduzent. Er gehörte gemeinsam mit Rajesh Khanna in der prä-Bachchan-Ära der frühen 1970er Jahre zu den gefragtesten Schauspielern des Hindi-Films.

## Biografie
Jeetendra begann seine Karriere ab 1959 mit kleinen Auftritten in Filmen V. Shantarams. Seine Aktivität steigerte sich in den 1970er Jahren, die romantischen Komödien mit Mumtaz waren Kassenschlager und seine Tänze legendär. Zu seinen wichtigsten Filmen zählen Parichay (1972) – Gulzars Adaption des Musicalklassikers The Sound of Music (1965), Dharam Veer (1977) von Manmohan Desai und Himmatwala (1983) von K. Raghavendra Rao. In den 1980er Jahren arbeitete Jeetendra in zahlreichen finanziell erfolgreichen, doch künstlerisch ärmlichen Fließbandproduktionen mit südindischen Akteuren. Er trat dabei häufig an der Seite von Sridevi auf und spielte unter der Regie von K. Bapaiah oder Dasari Narayana Rao.
Für seine Auftritte in bislang mehr als 200 Filmen wurde er 2003 mit einem Filmfare Award für sein Lebenswerk geehrt.

## Familie
Jeetendra ist mit der Schauspielerin und gleichzeitig auch Filmproduzentin Shobha Kapoor verheiratet und hat mit ihr zwei Kinder. Er ist der Vater von Tusshar Kapoor und Ekta Kapoor. Tusshar ist wie sein Vater Schauspieler und Ekta ist Filmproduzentin, wie die Mutter.

## Filmografie (Auswahl)
- 1969: Jeene Ki Raah
- 1971: Caravan
- 1972: Parichay
- 1975: Khushboo
- 1976: Nagin
- 1977: Dharam Veer
- 1977: Kinara
- 1978: Badaltey Rishtey
- 1979: Jaani Dushman
- 1980: The Burning Train
- 1980: Aasha
- 1982: Justice Choudhury
- 1983: Himmatwala
- 1983: Jaani Dost
- 1983: Mawaali
- 1984: Maqsad
- 1987: Khudgarz
- 1987: New Delhi
- 1992: Dein Herz kennt die Wahrheit (Dil Aashna Hai)
- 1993: Rang
- 1994: Udhaar Ki Zindagi
- 1995: Zamaana Deewana – Die Liebenden (Zamaana Deewana)
- 1996: Dushman Duniya Ka – Liebe schmerzt (Dushman Duniya Ka)
- 2003: Kucch To Hai
- 2007: Om Shanti Om (Gastauftritt)